# Gregor Gysi

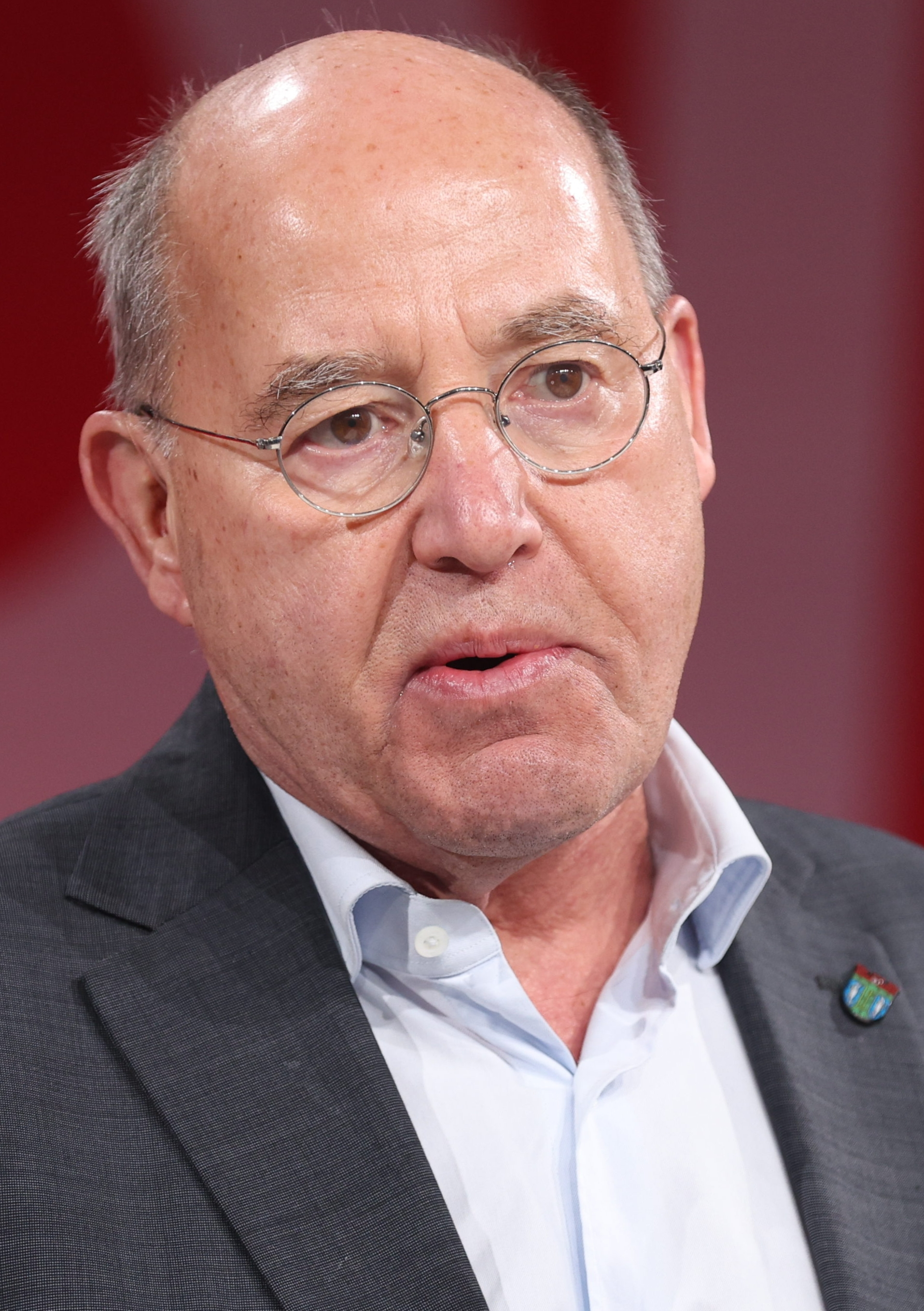
Gregor Gysi (2025)

Gregor Florian Gysi [ˈɡiːzi] (* 16. Januar 1948 in Berlin) ist ein deutscher Rechtsanwalt, Politiker (Die Linke, zuvor PDS und SED), Autor und Moderator.
Im Dezember 1989 wurde Gysi zum Vorsitzenden der SED gewählt und verblieb nach der Umbenennung der Partei in PDS bis 1993 in dieser Funktion. Nach der erstmals freien Volkskammerwahl 1990 führte er ihre Fraktion in der Volkskammer der DDR noch von März bis Oktober 1990, bis zur formellen deutschen Wiedervereinigung, an. Als gewählter Volkskammerabgeordneter wurde er einer der 144 Abgeordneten, die nach dem Einigungsvertrag zum 3. Oktober 1990 automatisch Mitglieder des seit 1987 amtierenden 11. Deutschen Bundestags wurden. Er war von 1990 bis 1998 Vorsitzender der Bundestagsgruppe der PDS und von 1998 bis 2000 Vorsitzender der PDS-Bundestagsfraktion. Im Jahr 2002 war er fünf Monate einer der Bürgermeister und Senator für Wirtschaft, Arbeit und Frauen in einer „rot-roten“ Koalition zwischen SPD und PDS im von Klaus Wowereit angeführten Senat von Berlin (Senat Wowereit II).
2005 wurde Gysi wieder Mitglied des Deutschen Bundestages. Von 2005 bis 2015 war er Fraktionsvorsitzender der Linksfraktion. Während des dritten Kabinetts Merkel war er von Dezember 2013 bis Oktober 2015 damit Oppositionsführer in der Legislaturperiode des 18. Bundestags. Später war er von 2016 bis 2019 Präsident der Europäischen Linken. Von 2020 bis 2023 war er außenpolitischer Sprecher der Fraktion Die Linke im Bundestag. Außerdem eröffnete er 2025 als Alterspräsident des 21. Deutschen Bundestags dessen konstituierende Sitzung.
Gregor Gysi war und ist eine der zentralen und prominentesten Persönlichkeiten der PDS bzw. der Partei Die Linke und wirkte prägend auf das politische Geschehen in der Bundespolitik seit der politischen Wende von 1989/1990 ein. Zu seinen politischen Erfolgen zählt die Transformation der vormaligen DDR-Staatspartei SED (der er ab 1967 angehört hatte) zur PDS und nach deren 2007 erfolgter Fusion mit der SPD-Abspaltung WASG schließlich zur Linken. Mit ihren zwischenzeitlich zunehmenden Wahlerfolgen und Mandaten in überregionalen Parlamenten auch in den westdeutschen Ländern trug Gysi maßgeblich zur bundesweiten Etablierung der links von SPD und Bündnis 90/Die Grünen positionierten Partei bei.

## Leben und Werk

### Herkunft und familiäres Umfeld
Gregor Gysi wurde als Sohn des Kulturpolitikers und DDR-Diplomaten Klaus Gysi (1912–1999) und der Irene Gysi, geb. Lessing (1912–2007), ebenfalls DDR-Kulturpolitikerin und Leiterin des Verlags Kultur und Fortschritt, in Berlin geboren. Väterlicherseits entstammt er einer Berliner Familie, deren Stammvater, der Seidenfärber Samuel Gysin (* 1681), im frühen 18. Jahrhundert aus Läufelfingen (Schweiz) eingewandert war. Einer seiner Vorfahren väterlicherseits war der Begründer der deutschen Rassegeflügelzucht, Robert Oettel. Gysi hat einen jüdischen Urgroßvater mütterlicherseits und eine jüdische Großmutter väterlicherseits. Gregor Gysis Vater war somit nach der Halacha jüdisch, Gregor Gysi selbst hingegen nicht. „Nach den Nürnberger Rassegesetzen bin ich nur zu 37,5 Prozent jüdisch, nach den jüdischen Gesetzen bin ich überhaupt kein Jude, weil ich keine jüdische Mutter habe.“ Er selbst sei überhaupt kein religiöser Mensch.
Der Vater Klaus Gysi, studierter Ökonom, trat 1931 der KPD bei und arbeitete nach dem Zweiten Weltkrieg in der DDR. Er war unter anderem als Geschäftsleiter des Aufbau-Verlags tätig, später als Botschafter in Italien, als DDR-Kulturminister und Staatssekretär für Kirchenfragen. Er war auch für die Staatssicherheit als „IM Kurt“ tätig.
Mütterlicherseits stammen Gregor Gysis Vorfahren aus der jüdischen Kaufmannsfamilie Lessing, die aus der Nähe von Bamberg kam und zeitweise in Sankt Petersburg lebte und tätig war. Sein Urgroßvater war der nach St. Petersburg ausgewanderte Industrielle Anton Lessing, sein Urgroßonkel der Gründer der Hofbräu AG Bamberg Simon Lessing. Gysis Großvater mütterlicherseits, Gottfried Lessing, Anton Lessings Sohn, ein in Russland lebender Hütteningenieur, heiratete die deutsch-russische Adelige Tatjana von Schwanebach. Dieser Ehe entstammten zwei Kinder: Gregor Gysis Mutter Irene und Gottfried Lessing (1914–1979), der in zweiter Ehe mit der späteren Literaturnobelpreisträgerin Doris Lessing (1919–2013) verheiratet war und als Botschafter der DDR in Kampala (Uganda) erschossen wurde. Nach Ausbruch des Ersten Weltkriegs wurde die Familie aufgrund ihrer deutschen Herkunft nach Deutschland ausgewiesen.
Die Eltern von Gregor Gysi hielten sich während des Zweiten Weltkriegs in Deutschland auf. Das Paar war im Auftrag der KPD im Widerstand gegen den Nationalsozialismus und heiratete nach Kriegsende 1945; die Ehe wurde 1958 geschieden.
Irene Gysi war im Kulturministerium der DDR für den Austausch mit dem Ausland zuständig und leitete später die ostdeutsche Filiale des Internationalen Theaterinstituts.

### Schulzeit und Studium (1954–1970)
Gregor Gysi wurde in Berlin-Lichtenberg geboren. Er wuchs in Ost-Berlin im Stadtteil Johannisthal im Ellernweg auf. Dort besuchte er von 1954 bis 1962 eine Polytechnische Oberschule, von 1962 bis 1966 die Erweiterte Oberschule „Heinrich Hertz“ (ab 1965 Schule mit mathematischem Schwerpunkt) im Stadtteil Adlershof. Hier erwarb er 1966 das Abitur und gleichzeitig den Abschluss als Facharbeiter für Rinderzucht im VEG Blankenfelde.
Gysi immatrikulierte sich zuerst für ein Studium der Ökonomischen Datenverarbeitung an der Hochschule für Ökonomie in Berlin-Karlshorst. Auf Betreiben seines Vaters hin bewarb er sich für ein Studium der Internationalen Beziehungen in Moskau, entschied sich dann aber doch, Rechtswissenschaften zu studieren. Dies begann er 1966 an der Humboldt-Universität zu Berlin. Er war FDJ-Sekretär seines Jahrganges. Für ein Jahr war er gewähltes Mitglied der Parteileitung der Humboldt-Universität. Sein Studium schloss er 1970 als Diplom-Jurist ab.
Das Einberufungsschreiben für den Grundwehrdienst in der Nationalen Volksarmee erhielt Gysi erst nach der Immatrikulation. Als er sein Studium beendet hatte, konnte er sich aufgrund seiner Tätigkeit als Rechtsanwalt und als alleinerziehender Vater seines Sohnes dem Einzug entziehen. Vor dem Studium absolvierte er eine dreiwöchige vormilitärische Ausbildung auf Rügen.

### Juristische Tätigkeit (seit 1971)

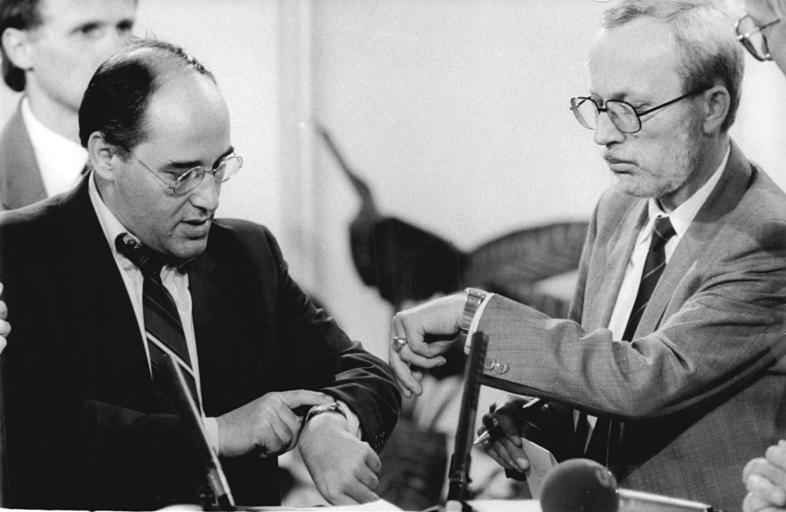
Gysi 1990 mit dem Anwaltskollegen Lothar de Maizière (CDU), beide zum Zeitpunkt der Aufnahme Abgeordnete zur ersten frei gewählten Volkskammer der DDR

Nach dem Abschluss seines Studium arbeitete Gysi bis 1971 als Richterassistent. Ab 1971 war Gysi einer der wenigen freien Rechtsanwälte in der DDR. 1976 erfolgte seine Promotion zum Dr. jur. mit der Arbeit Zur Vervollkommnung des sozialistischen Rechtes im Rechtsverwirklichungsprozeß. Sein Doktorvater war der Professor für Rechtstheorie Karl. A Mollnau.
In dieser Funktion als Rechtsanwalt verteidigte er auch Systemkritiker und Ausreisewillige wie Robert Havemann, Rudolf Bahro, Jürgen Fuchs, Bärbel Bohley und Ulrike Poppe. Gysi gab später selber an, er wäre vor allem in Bereichen der Ehescheidung, Zivilrechtsangelegenheiten und Fällen der allgemeinen Kriminalität tätig gewesen. Sogenannte politische Straftaten hätten weniger als 5 Prozent seiner Mandanten ausgemacht.
Von April 1988 bis Dezember 1989 war er Vorsitzender des Kollegiums der Rechtsanwälte in Ost-Berlin und gleichzeitig Vorsitzender des Rates der Vorsitzenden der 15 Kollegien der Rechtsanwälte in der DDR. Diese Funktion war eine Nomenklaturkaderposition, die nur mit Zustimmung des ZK der SED besetzt werden durfte. Am 12. September 1989 war er zusammen mit dem Ost-Berliner Rechtsanwalt Wolfgang Vogel in Prag, um die DDR-Flüchtlinge in der deutschen Botschaft zur Rückkehr in die DDR aufzufordern. Im Herbst 1989, vor der politischen Wende in der DDR, setzte Gysi sich als Anwalt für die Zulassung des oppositionellen Neuen Forums ein. Von August 2002 bis zu seiner Wiederwahl als Abgeordneter des Bundestages im Jahre 2005 sowie nach seinem Rücktritt als Fraktionsvorsitzender der Linkspartei im Deutschen Bundestag 2016 widmete sich Gysi wieder seiner Tätigkeit als Rechtsanwalt in Berlin. Dabei vertrat er 2022 einen Aktivisten der Letzten Generation.
Am 1. Januar 2015 schloss sich Gysi mit den Rechtsanwälten Walter Venedey und C. Mark Höfler zusammen und sie bildeten die Kanzlei VGH Partner. Er ist seitdem Partner dieser Kanzlei. In dieser Funktion ist er im Zivilrecht und im Strafrecht tätig.

### Politische Karriere

#### Politische Tätigkeit in der DDR (1967–1989)

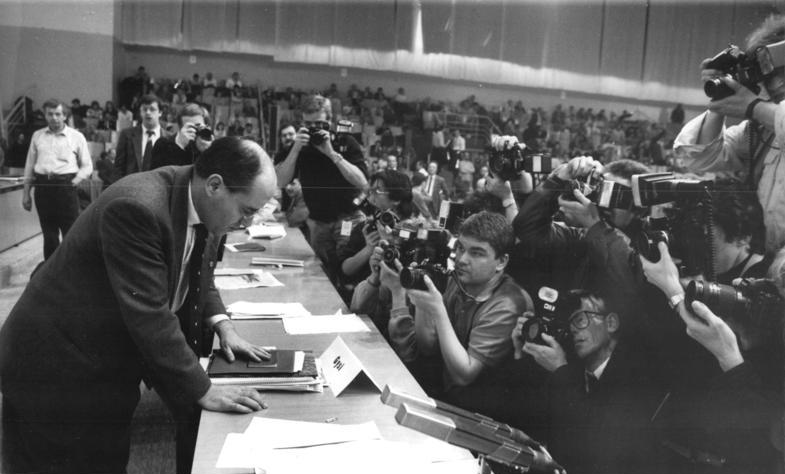
Gysi auf dem SED-Sonderparteitag vom 9. Dezember 1989

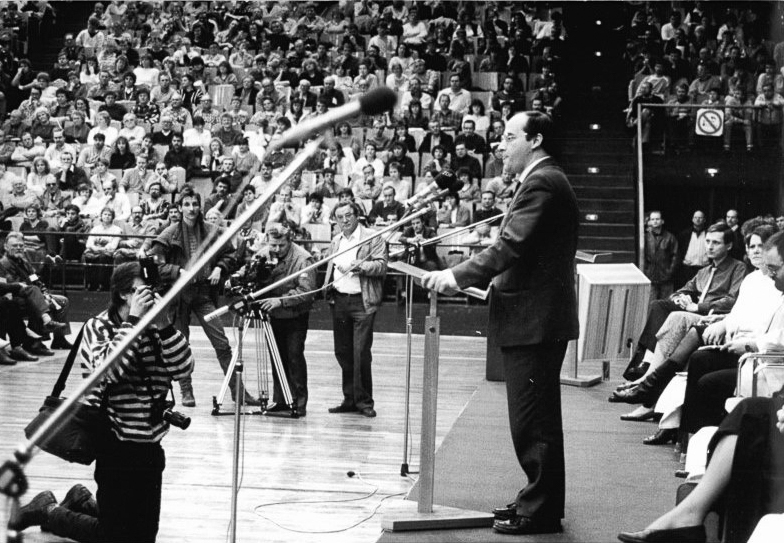
Gysi auf einer PDS-Wahlkampfkundgebung 1990

Seit 1967 war Gysi Mitglied der SED. Als er 1989 in den Blickpunkt der Öffentlichkeit trat, arbeitete er an einem Reisegesetz mit und setzte sich als Anwalt für die Zulassung des oppositionellen Neuen Forums ein. Am 4. November 1989 sprach Gysi auf der ersten freien Großdemonstration auf dem Berliner Alexanderplatz, an denen bis eine Million Menschen teilnahmen und forderte ein neues Wahlrecht sowie ein Verfassungsgericht. Zugleich warb er um Vertrauen für den neuen SED-Generalsekretär Egon Krenz und erkannte der SED weiterhin eine führende Rolle in der DDR zu. Seine Eloquenz und rhetorische Begabung ließen ihn schnell zu einem der Medienstars des Herbstes 1989 werden. Ab dem 3. Dezember 1989 gehörte er dem Arbeitsausschuss zur Vorbereitung des außerordentlichen Parteitages der SED an und war Vorsitzender eines parteiinternen Ausschusses für die Untersuchung von Amtsmissbrauch und Korruption innerhalb der SED.
Auf dem Sonderparteitag der SED-PDS am 8. Dezember 1989 lehnte Gysi die von vielen Delegierten geforderte Auflösung und Neugründung der SED als „in hohem Maße verantwortungslos“ ab. Er begründete dies mit der Gefahr möglicher Rechtsstreitigkeiten über das Parteivermögen und drohender Arbeitslosigkeit für die 44.000 hauptamtlichen Mitarbeiter der SED. Deswegen wurde der Parteiname auch nicht ersetzt, sondern nur ergänzt. Am 16. Dezember 1989 sprach sich Gysi auf der Fortsetzung des Sonderparteitages der SED-PDS für eine Zusammenarbeit beider deutscher Staaten bei voller Wahrung ihrer Souveränität aus. Zugleich trat er entschieden gegen die „Diskriminierung“ und „Verfolgung“ bisheriger Mitarbeiter des Ministeriums für Staatssicherheit und ihrer Familien auf. „Unsere Partei“, so Gysi, „wird sich stets auch für die Interessen der Staatsbürger in Uniform einsetzen.“

#### Parteiführung der SED, später SED-PDS (1989–1997)
Auf dem Sonderparteitag am 9. Dezember 1989 wählten ihn 95,3 Prozent der Delegierten zum Vorsitzenden der SED. Gysi war als Parteivorsitzender der SED-PDS im Winter 1989/90 daran beteiligt, dass die SED nicht aufgelöst wurde und ihr Parteivermögen sowie Arbeitsplätze innerhalb der Partei erhalten blieben. Den Parteivorsitz der PDS hatte Gysi bis zum 31. Januar 1993 inne.
Ende 1994 gingen insgesamt sieben Abgeordnete und Mitarbeiter der PDS in Berlin, unter ihnen Gysi, in einen Hungerstreik ein. Nach dem Berliner Finanzamt hätte die PDS eine Körperschaftssteuer in Höhe von 67 Millionen Mark bezahlen müssen. Sie weigerten sich allerdings, da das Altvermögen der Partei von der Treuhandanstalt verwaltet wurde. Der Hungerstreik war erfolgreich und die PDS musste nichts bezahlen.
Danach wirkte er zunächst als stellvertretender Parteivorsitzender, dann als Mitglied im Parteivorstand weiter mit, bis er im Januar 1997 endgültig aus dem Parteivorstand ausschied.

#### Weg zur Partei Die Linke (1997–2007)
Am 23. Dezember 2005 wurde er auch Mitglied der WASG, ebenso wie Oskar Lafontaine auch Mitglied in der Linkspartei.PDS wurde. Damit machten beide demonstrativ von der Möglichkeit einer Doppelmitgliedschaft in der Linkspartei und in der WASG Gebrauch. Seit ihrer Gründung am 16. Juni 2007 ist Gysi Mitglied der Partei Die Linke; ebenso ist er Mitglied der parteinahen Rosa-Luxemburg-Stiftung.

#### Aufbau der Linkspartei und spätere politische Ämter (seit 2007)
2012 war Gysi ein Teil der Opposition gegen Oskar Lafontaine, der erneut den Parteivorsitz der Linkspartei übernehmen wollte. Er scheiterte allerdings und Katja Kipping und Bernd Riexinger wurde gewählt. Zudem wurde geurteilt, dass Gregor Gysi zusammen mit Sarah Wagenknecht als „wählerwirksame Aushängeschilder“ beschrieben wurden, die die ab 2012 einsetzenden Wählerrückgänge abgeschwächt hätten.
Im Dezember 2016 wurde er zum Vorsitzenden der Europäischen Linken gewählt. Unterstützt wurde er dabei vom griechischen Ministerpräsidenten Alexis Tsipras. Im Juli 2019 gab er bekannt, dass er bei der im Dezember anstehenden Wahl für den Vorsitz der Europäischen Linken nicht erneut antreten würde. Als Gründe gab er einen nötigen Generationenwechsel und das schlechte Abschneiden seiner Partei bei den Europawahlen an.

### Politische Mandate

#### Mitglied der Volkskammer und des Deutschen Bundestags (1990–2002)
Von März bis Oktober 1990 war Gysi Abgeordneter der ersten frei gewählten Volkskammer der DDR, dort Fraktionsvorsitzender der PDS. Als solcher wurde er am 3. Oktober 1990 Mitglied des Deutschen Bundestages und als solches mehrfach wiedergewählt. Er war von 1990 bis 1998 Vorsitzender der PDS-Bundestagsgruppe und danach bis zum 2. Oktober 2000 Vorsitzender der PDS-Bundestagsfraktion. Aus dem Bundestag schied er am 1. Februar 2002 aus, um das Amt des Wirtschaftssenators in Berlin anzutreten.

#### Abgeordneter und Stadtsenator in Berlin (2001–2002)
Gysi gab zunächst bekannt, er wolle sich von der Politik zurückziehen. Dieser Plan wurde allerdings verschoben, als er Spitzenkandidat der PDS für die Wahl in Berlin wurde. Nach einer Umfrage aus dem Jahr 2000 konnte sich zu diesem Zeitpunkt die Berliner Bevölkerung Gregor Gysi als regierenden Bürgermeister von Berlin vorstellen; demnach würden ihn auch 23 Prozent der Westberliner als Bürgermeister akzeptieren. Die größte Akzeptanz erhielt er von den Wählern zwischen 18 und 45, von denen sich 40 Prozent Gysi als Stadtoberhaupt vorstellen könnten. Aufgrund dieser Umfragewerte und auf Drängen seiner Familie und anderer hin, ließ er sich dann zur Wahl in Berlin aufstellen.
2001 wurde Gysi Mitglied des Abgeordnetenhauses von Berlin. Am 17. Januar 2002 wurde er Bürgermeister und Senator für Wirtschaft, Arbeit und Frauen des Landes Berlin in dem vom Regierenden Bürgermeister Klaus Wowereit geführten Senat Wowereit II. Am 31. Juli 2002 trat er im Rahmen der Bonusmeilen-Affäre von allen Ämtern zurück. In einem Artikel des Tagesspiegels heißt es zur Begründung des Rücktritts: „Der PDS-Politiker sagte, er habe sich mit seinem Verhalten von seinen Wählern entfernt und habe begonnen, Privilegien selbstverständlich zu nehmen“. Er habe demnach in seiner Tätigkeit als Bundestagsabgeordneter zwischen 2000 und 2001 Bonus-Flugmeilen aus Dienstreisen auch teilweise für private Zwecke genutzt. Dies hielt er für einen Fehler, „den ich mir nicht verzeihen will“. Klaus Wowereit bedauerte diesen Schritt. Zudem beschrieb Roland Claus, Vorsitzender der PDS-Bundestagsfraktion, den Schritt als „schweren Schlag für die PDS“ und fand ihn „überzogen und unangemessen“. Der Rücktritt von Gysi wurde nicht von der Opposition im Berliner Abgeordnetenhaus verlangt.

#### Mitglied des Deutschen Bundestages (seit 2005)
Für die Bundestagswahl 2005 kehrte Gysi als Spitzenkandidat der Linkspartei in die Bundespolitik zurück. Er war Direktkandidat für den Wahlkreis 85 Treptow-Köpenick und führte die Landesliste der Linkspartei Berlin an. Bei der Wahl konnte er sich gegen seinen Konkurrenten Siegfried Scheffler von der SPD durchsetzen und zog mit 40,4 Prozent der abgegebenen Erststimmen direkt in den Bundestag ein. Gemeinsam mit Oskar Lafontaine wurde er am 23. September 2005 zum Fraktionsvorsitzenden der Linksfraktion gewählt.

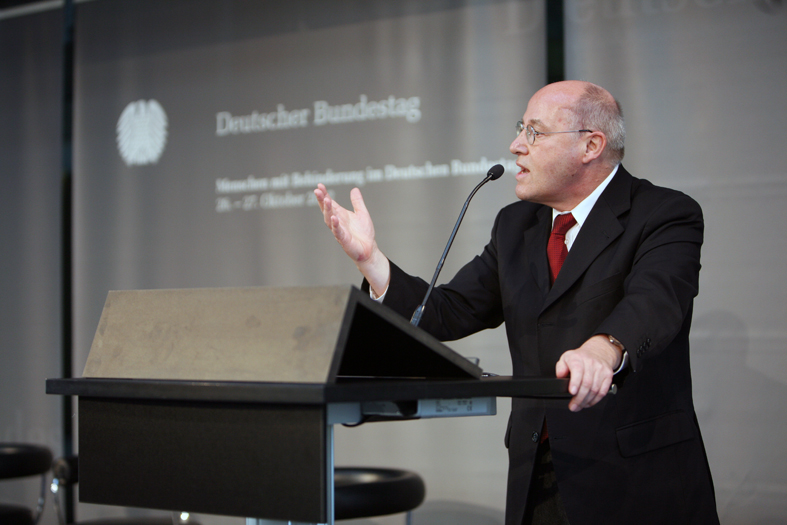
Gysi auf der Behindertenkonferenz des Deutschen Bundestags 2012

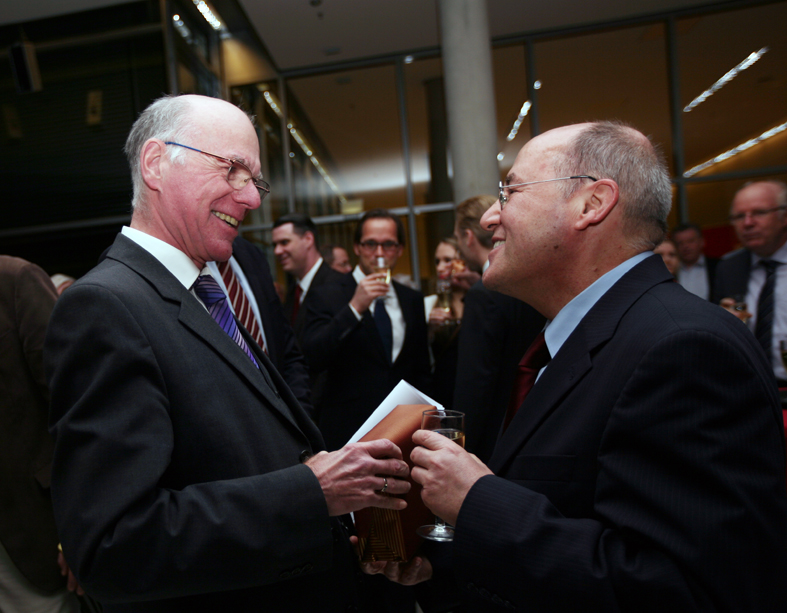
Gysi 2013 mit Bundestagspräsident Norbert Lammert (CDU)

Auch bei der Bundestagswahl 2009 trat er als Spitzenkandidat der Berliner Landesliste an. Sein Erststimmen-Ergebnis in seinem Wahlkreis Berlin-Treptow-Köpenick konnte er auf 44,4 Prozent verbessern und zog somit erneut per Direktmandat in den Bundestag ein. Nach dem Verzicht Oskar Lafontaines wurde Gysi am 9. Oktober 2009 mit 94,7 Prozent zum alleinigen Fraktionsvorsitzenden der Bundestagsfraktion der Linken bestimmt und 2011 mit 81,3 Prozent im Amt bestätigt.
Bei der Bundestagswahl 2013 gelang es Gysi – wiederum Spitzenkandidat der Berliner Landesliste – trotz leichter Einbußen von 2,2 Prozentpunkten sein Direktmandat mit 42,2 Prozent erneut zu verteidigen. Wie schon 2011 wies er Sahra Wagenknechts Ambitionen auf eine Doppelspitze in der Fraktion erfolgreich zurück und wurde am 9. Oktober 2013 auf einer Fraktionsklausur im brandenburgischen Bersteland erneut zum alleinigen Fraktionsvorsitzenden gewählt. Aufgrund der regierenden Großen Koalition war er damit Oppositionsführer. Am 7. Juni 2015 gab er bekannt, dass er nicht erneut für den Fraktionsvorsitz der Linken kandidieren werde. Entsprechend schied er am 12. Oktober 2015 aus beiden Ämtern aus. Seine Nachfolger im Fraktionsvorsitz und damit auch in der Oppositionsführung wurden Dietmar Bartsch und Sahra Wagenknecht.
Bei der Bundestagswahl 2017 ließ sich Gysi nicht über die Landesliste absichern und gewann erneut das Mandat als Direktkandidat im Bundestagswahlkreis Berlin-Treptow – Köpenick. Am 5. Mai 2020 wurde er von seiner Fraktion als Nachfolger von Stefan Liebich zum außenpolitischen Sprecher gewählt, nachdem er bereits im April 2020 dessen Platz im Auswärtigen Ausschuss des Bundestags übernommen hatte. Dieses Amt gab Gysi im September 2023 wieder ab. In der 19. Legislaturperiode erhielt er (Stand August 2020) mindestens 470.000 Euro aus Nebentätigkeiten.
Zur Bundestagswahl 2021 wiederholte er seine Direktkandidatur in seinem Wahlkreis ohne gleichzeitige Aufstellung in der Landesliste. Er gewann unter anderem gegen Claudia Pechstein (CDU). Gysis erfolgreiche Kandidatur gehört zu den drei Direktmandaten, die seine Partei durch § 6 Abs. 3 Satz 1 des Bundeswahlgesetzes in den Bundestag bringen konnten, obwohl die Partei bei der Wahl an der Fünf-Prozent-Hürde scheiterte. Er war Obmann sowie ordentliches Mitglied des Auswärtigen Ausschuss, ordentliches Mitglied im Unterausschuss Vereinten Nationen, internationale Organisationen und zivile Krisenprävention und stellvertretendes Mitglied im Ausschuss für Ernährung und Landwirtschaft.
Zur Bundestagswahl 2025 trat Gregor Gysi erneut mit einer Direktkandidatur in seinem Wahlkreis an. Vor der Wahl zeigten Umfragen über eine lange Zeit, dass die Linkspartei aufgrund der Fünf-Prozent-Hürde scheitern würde. Deshalb gab Gysi auf dem Parteitag in Halle die „Aktion Silberlocke“ (später zur „Mission Silberlocke“ umbenannt) bekannt: Dabei sollten Gysi, Dietmar Bartsch und Bodo Ramelow stärker in den Wahlkampf eingreifen, um mindestens drei Direktmandate zu erzielen. Im Gegensatz zu den vorhergehenden Bundestagswahlen kandidierte Gysi auch auf der Landesliste Berlin auf Listenplatz 1. Er gewann den Wahlkreis mit 41,8 Prozent der Erststimmen, errang damit eines von sechs Direktmandaten für seine Partei und zog als dienstältestes Mitglied in den Bundestag der 21. Wahlperiode ein. Damit ist Gysi dessen Alterspräsident. Seine Partei erreichte bundesweit 8,8 Prozent der Zweitstimmen und ist damit auch ohne Grundmandatsklausel im Parlament vertreten. Der Bundestag der 21. Wahlperiode konstituierte sich am 25. März 2025 und an diesem Tag hielt Gregor Gysi seine Rede als Alterspräsident. Davor gab es allerdings einen Antrag der AfD-Fraktion, den Alterspräsidenten wieder nach den Regeln von vor 2017 zu bestimmen, also nach dem Alter und nicht dem Dienstalter. Dabei wäre die Würde auf Alexander Gauland aus der AfD-Fraktion gefallen. Dieser Antrag wurde von allen Fraktionen, außer der AfD abgelehnt. Gysi sprach in seiner Rede viele verschiedene Themen, wie Steuergerechtigkeit, Krieg in der Ukraine und der Politik von US-Präsident Trump an. Zudem mahnte er für eine Mäßigung der Sprache.
Während der 21. Wahlperiode ist er ordentliches Mitglied im Ausschuss für Kultur und Medien und stellvertretendes Mitglied im Ausschuss für Landwirtschaft, Ernährung und Heimat und im Ausschuss für Recht und Verbraucherschutz. Zudem ist er für seine Fraktion Sprecher für Kulturpolitik im Arbeitskreis IV.

### Gesprächsreihen und Moderation (seit 2003)
Gemeinsam mit Lothar Späth moderierte er ab dem 20. Januar 2003 die Talkshow Gysi und Späth im MDR. Im vierwöchigen Turnus wurde aus dem Leipziger Hauptbahnhof gesendet. Nach drei Folgen wurde die Sendung wieder abgesetzt.
Gysi moderierte von 2003 bis 2009 am Deutschen Theater Berlin die Gesprächsreihe „Gregor Gysi trifft Zeitgenossen“.
Seit 2015 moderiert er jährlich die Jahresrückblickssendung Gysi und … – Der n-tv Jahresrückblick auf n-tv, 2015 gemeinsam mit Wolfgang Bosbach, 2016 mit Thomas Gottschalk. Seit 2017 moderiert er mit Harald Schmidt die Sendung Gysi & Schmidt, die zunächst als Jahresrückblick, später halbjährlich ausgestrahlt wurde.
Seit 2016 spricht Gysi im Rahmen der Gesprächsreihe Missverstehen Sie mich richtig! als Gastgeber mit prominenten Gästen. Die Veranstaltungen finden vor Publikum in verschiedenen Theatern Berlins statt.
Zusammen mit Karl-Theodor zu Guttenberg betreibt Gysi seit 2023 einen wöchentlich erscheinenden Podcast mit dem Namen „Gysi gegen Guttenberg – Der Deutschland Podcast“. Weiterhin gab es 2023 und 2024 insgesamt fünf Live-Auftritte.

### Wissenschaftliche Tätigkeit (2019–2020)
Im akademischen Jahr 2019/2020 erhielt Gregor Gysi für ein Semester die Gastprofessur für Politikmanagement an der Universität Duisburg-Essen. Diese Position wurde an der NRW School of Governance von der Stiftung Mercator ausgeschrieben. Er unterrichtete damit Masterstudenten.

### Privates
Als Kind wurde Gysi zeitweise als Synchronsprecher eingesetzt, z. B. in Totò und Marcellino. Seine ältere Schwester Gabriele Gysi ist Schauspielerin. Sie verließ die DDR 1984 per Ausreiseantrag und zog in die Bundesrepublik.
Gysis erste Ehe endete mit einer Trennung Anfang der 1970er-Jahre. In zweiter Ehe war Gysi ab 1996 mit der Rechtsanwältin und Politikerin Andrea Gysi verheiratet, von der er ab November 2010 getrennt lebte und 2013 geschieden wurde. Er hat drei Kinder; einen Sohn aus erster Ehe, eine Tochter aus zweiter Ehe und einen Adoptivsohn, den seine erste Ehefrau in die Ehe mitbrachte.
Nachdem Gysi im Jahr 2004 bereits zwei Herzinfarkte erlitten hatte, musste er sich im November 2004 wegen eines Hirnaneurysmas einer Operation unterziehen. Infolge dieses Eingriffs erlitt er einen dritten Herzinfarkt.
Gysi ist Mitglied des 1. FC Union Berlin.

## Politische Positionen

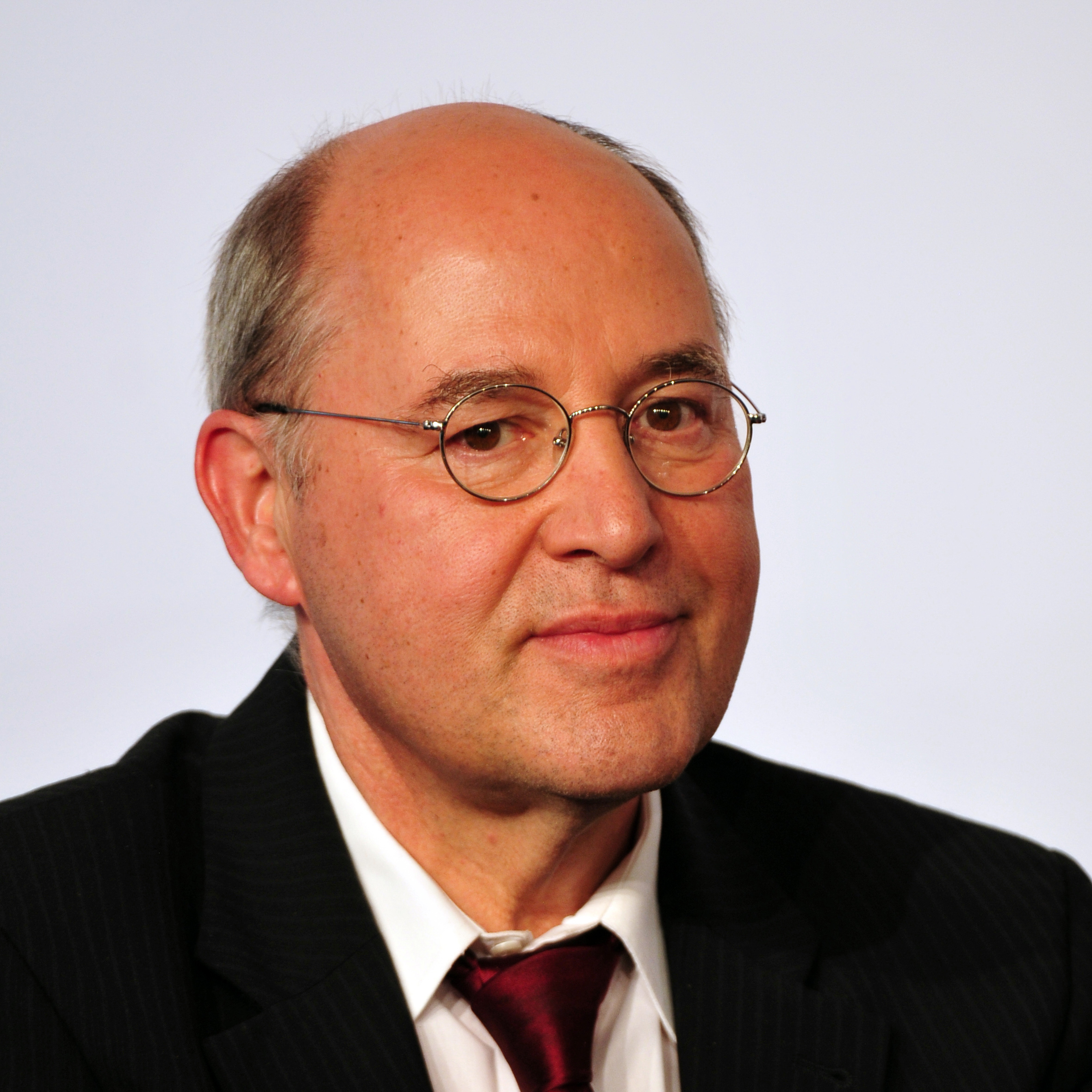
Gregor Gysi (2013)

Der politische Schwerpunkt Gysis liegt im Bereich soziale Gerechtigkeit, sowohl im innenpolitischen als auch im außenpolitischen Sinne. Zudem gilt er als Verfechter einer diplomatischen, nicht auf militärische Lösungen setzenden Außenpolitik.

### Außenpolitik
Im Jahr 2014 vertrat Gysi die Ansicht, dass die Sanktionen gegen Russland wegen der Besetzung und Annexion der Krim die Krise nur verschärften und Diplomatie benötigt werde. Nach dem Überfall Russlands auf die Ukraine im Jahr 2022 distanzierte sich Gysi von Sahra Wagenknecht und dem linken Parteiflügel, die den Angriff seiner Meinung nach relativierten und wandte sich in einer in Russisch gehaltenen emotionalen Rede an die russische Bevölkerung und rief diese dazu auf, gegen den Krieg zu protestieren.
Nach dem Giftanschlag auf Alexei Nawalny im August 2020 äußerte Gysi, es könne auch „ein einzelner Mann vom Geheimdienst“ gewesen sein, „der durchgedreht ist“, es könne jedoch „auch sein, dass es ein Gegner der Erdgasleitung nach Deutschland war“. Er glaube nicht, dass Putin es angeordnet habe, da dieser kein Interesse an einer Verschlechterung der Beziehungen zum Westen haben könne.
Nach der Veröffentlichung der Xinjiang Police Files über die Unterdrückung der Uiguren in China sprach sich Gysi als einer der wenigen Politiker gegen Sanktionen gegen China aus. Stattdessen müsse die EU mit mehr Diplomatie und „über Angebote statt über Sanktionen“ etwas erreichen.
Bei der Abstimmung im Bundestag zur Anerkennung des Holodomors als Völkermord im November 2022 enthielt sich die Linksfraktion. Gysi verurteilte zwar den Holodomor als Verbrechen gegen die Menschlichkeit, warnte aber, es solle nicht der Eindruck entstehen, dass Stalin und Hitler gleichgestellt werden könnten. Weiterhin betonte er die Rolle der Sowjetunion beim Sieg über die Nationalsozialisten.

### Gesellschaftspolitik
Im Wahlkampf 2013 behauptete Gysi, in Deutschland gelte noch immer das Besatzungsstatut. So forderte Gysi im Interview mit dem Deutschlandfunk ein Ende der Besatzung Deutschlands und die Aufhebung des Besatzungsstatuts, damit Deutschland endlich als Land souverän werden könne. Gysi wiederholte diese Forderungen in Interviews mit dem Tagesspiegel, bei Phoenix und bei TV Berlin. Im Jahr 2015 antwortete er auf die Frage, ob Deutschland noch besetzt sei, mit „nein“ und äußerte, dass die Bundesrepublik Deutschland ein souveräner Staat sei, sich aber nicht so benehme, nahm in diesen Zusammenhängen aber nicht zum Besatzungsstatut Stellung.
Gysi forderte im Zuge der Diskussion um das Berlin/Bonn-Gesetz, die Hauptstadt ausschließlich nach Berlin zu verlegen, da dies ein Symbol der „nationalen Glaubwürdigkeit und der internationalen Reputation“ sei, außerdem gebe es keine Stadt, in der sich die Wiedervereinigung so unmittelbar vollziehe.
Im März 2012 setzte sich Gysi in einem Schreiben an Bundestagspräsident Norbert Lammert für die Benennung des neuen Abgeordnetenbürohauses des Bundestags in der Wilhelmstraße 65 in Berlin nach der Kommunistin Clara Zetkin ein. „Ihr konsequenter Kampf gegen Krieg und vor allem gegen den erstarkenden Nationalsozialismus“ spreche für diese Ehrung.
Im Vorfeld der Toilettenaffäre im Jahr 2014 verbot Gysi eine israelkritische Veranstaltung in den Fraktionsräumen; parteiintern und auch in zahlreichen Medien wurde das als Positionierung in der damals in der Partei herrschenden Antisemitismusdebatte gewertet.
Gysi kritisierte 2013 die Bundesregierung scharf, dass sie nichts dagegen unternehme, dass die Five Eyes in Deutschland Bürger, Politiker und Unternehmen ausspähten. Edward Snowden habe den Friedensnobelpreis verdient. Diese Rede im Bundestag wurde von der Universität Tübingen als „Rede des Jahres 2013“ ausgezeichnet.
Als Grund, warum er sich auch für die Bundestagswahl 2021 für ein Direktmandat zur Wahl stellte, gab Gysi an, dass die „Gleichstellung von Ost und West noch nicht vollendet“ und damit sein „Job noch nicht erledigt“ sei.
Gregor Gysi ist der Auffassung, dass Religionen zum gesellschaftlichen Zusammenhalt beitragen, denn nur sie seien zurzeit „wirklich in der Lage, grundlegende Moral- und Wertvorstellungen allgemeinverbindlich in der Gesellschaft zu prägen“, schrieb er 2024 in einem Buchbeitrag.

## Kritik nach der Wiedervereinigung Deutschlands

### Vorwurf der Verschleierung des SED-Vermögens

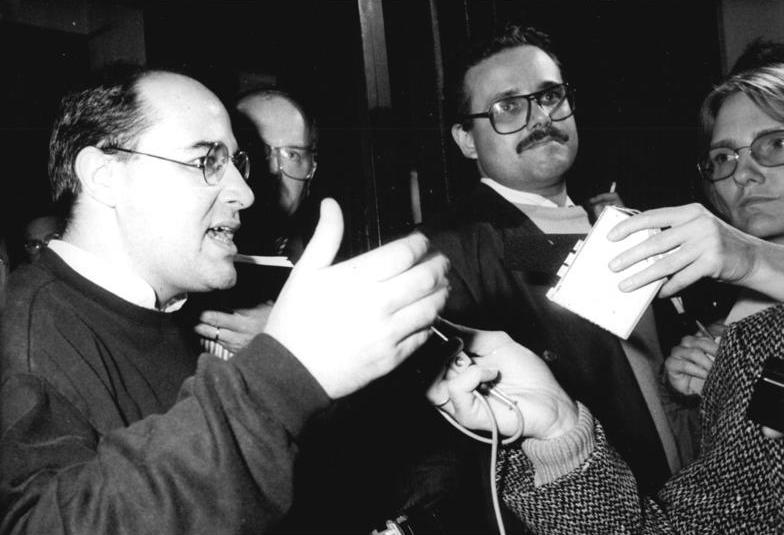
Gysi während einer polizeilichen Untersuchung des PDS-Parteigebäudes am 19. Oktober 1990 in Berlin

Auf dem Sonderparteitag der SED vom 8./9. und 16./17. Dezember 1989 unterstützte Gregor Gysi den Fortbestand der SED unter neuem Namen („SED-PDS“) unter anderem mit dem Argument, eine Auflösung und Neugründung würde juristische Auseinandersetzungen um das Parteivermögen nach sich ziehen und sei eine ernste wirtschaftliche Bedrohung für die Partei.
Aus diesem Eintreten machte ihm die Unabhängige Kommission zur Überprüfung des Vermögens der Parteien und Massenorganisationen der DDR den Vorwurf, er sei aktiv an der Verschleierung des SED-Parteienvermögens beteiligt gewesen und habe im Putnik-Deal versucht, mit Hilfe der KPdSU SED-Gelder ins Ausland zu verschieben, um sie vor dem Zugriff staatlicher Stellen zu sichern. Der Untersuchungsausschuss des Deutschen Bundestages 1998 zum Verbleib des SED-Parteienvermögens gab an, dass Gysi bei seiner Befragung geschwiegen und damit zusammen mit weiteren PDS-Funktionären die Arbeit des Ausschusses behindert habe. Eine aktive Beteiligung konnte ihm jedoch nicht nachgewiesen werden.

### Linke Abgeordnete werden vom Verfassungsschutz beobachtet
Im Januar 2012 wurde bekannt, dass Gregor Gysi als einer von 27 Bundestagsabgeordneten der Linken unter Beobachtung durch das Bundesamt für Verfassungsschutz stand, was von Politikern aller Fraktionen kritisiert wurde.
Nachdem diese Überwachung Anfang 2014 eingestellt worden war, stellte das Verwaltungsgericht Köln in einem Anerkenntnisurteil im September 2014 fest, dass die Personalakte Gysis zu vernichten sei.

### Vorwürfe einer aktiven Zusammenarbeit mit der Staatssicherheit
Im Zusammenhang mit der Kandidatur Gysis für höhere politische Ämter wurde eine Tätigkeit als Inoffizieller Mitarbeiter für das Ministerium für Staatssicherheit der DDR geprüft. Eine solche konnte jedoch nie gerichtsfest nachgewiesen werden. – Im Abschlussbericht des Immunitätsausschusses des Deutschen Bundestages heißt es unter anderem, Gysi habe

„[…] seine herausgehobene berufliche Stellung als einer der wenigen Rechtsanwälte in der DDR genutzt, um als Anwalt auch international bekannter Oppositioneller die politische Ordnung der DDR vor seinen Mandanten zu schützen. Um dieses Ziel zu erreichen, hat er sich in die Strategien des MfS einbinden lassen, selbst an der operativen Bearbeitung von Oppositionellen teilgenommen und wichtige Informationen an das MfS weitergegeben. Auf diese Erkenntnisse war der Staatssicherheitsdienst zur Vorbereitung seiner Zersetzungsstrategien dringend angewiesen. Das Ziel dieser Tätigkeit unter Einbindung von Dr. Gysi war die möglichst wirksame Unterdrückung der demokratischen Opposition in der DDR […]“

Gregor Gysi bezog zu diesen Aussagen im Abschlussbericht wie folgt Stellung:

„[…] Die Gerichte kamen regelmäßig nach wesentlich weitergehenden Untersuchungsmöglichkeiten [d. h. als denen des Ausschusses] zu der Auffassung, dass es einen Nachweis für eine inoffizielle Zusammenarbeit zwischen mir und dem MfS der ehemaligen DDR nicht gibt. […] Insgesamt ist es dem Ausschuss nicht gelungen, die Vorwürfe zu belegen, die er gegen mich erhebt. Ein solcher Nachweis kann auch nicht gelingen, weil ich zu keinem Zeitpunkt inoffiziell mit dem MfS zusammengearbeitet habe. […] Selbst bei gutwilliger Bewertung der Feststellung bleibt nur die Erklärung, daß der Ausschuß mit seinen spezifischen Mitteln und Methoden ein größeres Ziel verfolgt: Meine Partei und ich sollen aus dem Deutschen Bundestag verdrängt werden.  […]“

Die Feststellungen des Immunitätsausschusses hatten keine Auswirkungen auf Gysis Arbeit als Abgeordneter, der im Abschlussbericht selbst der Beschuldigung widersprach und auf „wesentliche Mängel und Fehler“ im Verfahren hinwies. Die PDS und die FDP stimmten dem Papier nicht zu.
Gegen diese Aussagen im Bericht der Kommission legte Gysi erneut Klage ein. Er räumte die Kooperation mit der Staatsanwaltschaft und dem Zentralkomitee der SED „im Interesse und mit Wissen seiner Klienten“ ein und ging mehrmals erfolgreich gerichtlich gegen die mediale Verbreitung der Behauptung vor, er wäre IM Gregor / IM Notar gewesen. 1998 untersagte das Landgericht Hamburg dem Magazin Der Spiegel zu behaupten, Gregor Gysi habe für die Hauptverwaltung A gearbeitet und dort den Decknamen IM Notar geführt, weil der Spiegel seine Behauptungen nicht habe beweisen können.
Nachdem das ZDF am 27. Mai 2008 ein Interview mit Marianne Birthler ausgestrahlt hatte, in dem sie Gysi eine Stasi-Tätigkeit vorwarf, ging Gysi mit einem Unterlassungsbegehren gegen den Sender vor.

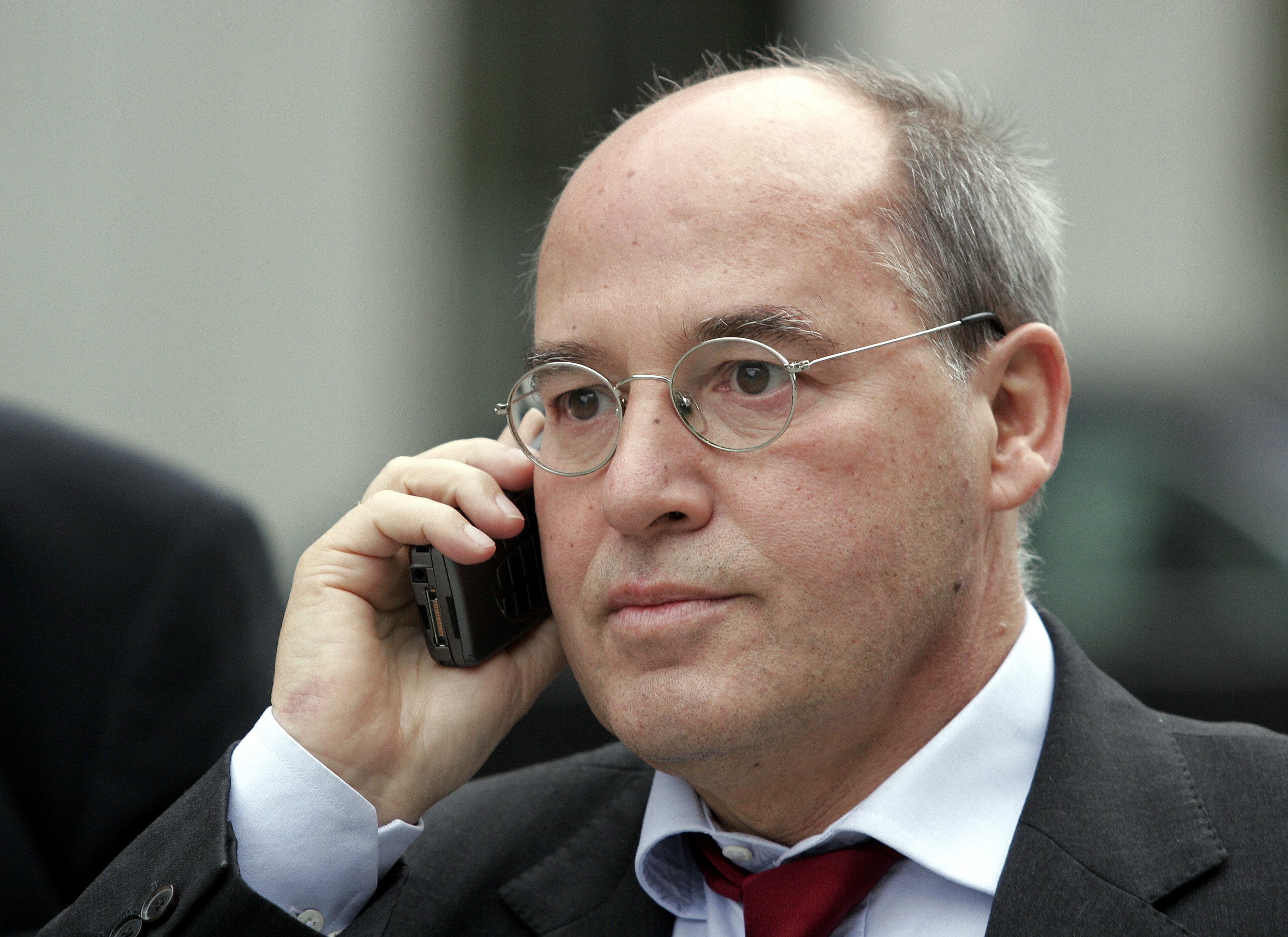
Gregor Gysi (2007)

Im Mai 2008 unterlag Gysi vor dem Berliner Verwaltungsgericht mit einer Klage gegen die Veröffentlichung mehrerer Protokolle über seinen ehemaligen Klienten Robert Havemann sowie den – laut diesen Berichten – zur DDR-Führung „negativ eingestellt[en]“ Thomas Klingenstein, geb. Erwin.
Gregor Gysi bestreitet nach wie vor, als IM tätig gewesen zu sein: Er sei erstmals 1980 von der Stasi wegen der Möglichkeit einer inoffiziellen Mitarbeit überprüft und 1986 abschließend „zur Aufklärung und Bekämpfung politischer Untergrundtätigkeit nicht geeignet“ befunden worden. Er kritisierte zudem, dass es Ungereimtheiten mit dem zeitlichen Ablauf gegeben hat, da er bereits 1979 als IM tätig gewesen sei. Eine „inhaltliche Weitergabe des Gesprächs mit Thomas Erwin, allerdings nicht an die Stasi, sondern an das ZK der SED“, schließt Gysi aber nicht mehr aus. Er habe außerdem „erhebliche Verbesserungen für Havemann wie die Aufhebung des Hausarrestes oder die Verhinderung weiterer Anklagen erreicht“.
Havemanns Sohn Florian hat Gysi in der Angelegenheit ausdrücklich verteidigt. Am 28. Mai 2008 erklärte er in einem Interview: „Unabhängig von der Frage, ob Herr Gysi IM war, was ich nicht beurteilen kann, hat er im Sinne unseres Vaters gehandelt.“ Havemanns Ehefrau Katja trat dagegen anhand der Stasi-Aktenlage mit der persönlichen Ansicht an die Öffentlichkeit, dass Gysi sich eindeutig hinter IM Gregor und IM Notar verberge.
Gysi hinterfragte die Glaubwürdigkeit der Akten: Die Bundesbeauftragte habe in einem anderen Fall erklärt, „dass sie die Diskrepanzen zwischen dem Akteninhalt und tatsächlichen Begebenheiten nicht untersuchen dürfe. Die Behörde sei auch nicht befugt, Unterlagen zu bewerten und auch nicht, Wahrheitsfeststellungen zu treffen.“
Am 28. Mai 2008 befasste sich der Bundestag auf Verlangen von CDU/CSU und SPD in der Aktuellen Stunde mit dem „Bericht aus den Unterlagen der Bundesbeauftragten für die Stasi-Unterlagen, Marianne Birthler, über vertrauliche Gespräche, die Gregor Gysi 1979/1980 als DDR-Rechtsanwalt mit Mandanten geführt hat“. In der Debatte forderten Abgeordnete der CDU, SPD, Grüne und FDP sowohl Konsequenzen in Form einer Entschuldigung bei den Opfern als auch den Ämterverzicht Gysis.
Der Vorsitzende der Linksfraktion, Oskar Lafontaine, forderte als Konsequenz aus den Äußerungen von Marianne Birthler deren Entlassung.
Birthler bekräftigte dagegen, dass die Aktenlage zweifelsfrei zeige, dass Gysi wissentlich und willentlich Informationen an die Stasi geliefert habe. Dies sei gemäß Stasi-Unterlagengesetz entscheidend, als Stasi-Spitzel zu gelten, „unabhängig davon, ob eine Verpflichtungserklärung existiere oder nicht“.
Gegen den entsprechenden ZDF-Beitrag setzte sich Gysi beim Landgericht Hamburg mit einer einstweiligen Verfügung auf Unterlassung und Gegendarstellung zur Wehr. Nachdem das Hamburger Landgericht in erster Instanz gegen Gysi entschied, hob das Hanseatische Oberlandesgericht den Entscheid der Vorinstanz auf. Begründet wurde dies mit einer unzulässigen Verdachtsberichterstattung und unzureichenden Recherchen im Vorfeld. Gegen dieses Urteil wurden durch das ZDF Rechtsmittel eingelegt. Am 4. September 2009 fällte das Landgericht Hamburg im Hauptsacheverfahren das Urteil, das dem ZDF untersagt, durch die im „heute-journal“ vom 22. Mai 2008 erfolgte Berichterstattung den Verdacht zu erwecken, Gysi habe „wissentlich und willentlich an die Stasi berichtet“. Damit hat das Landgericht Hamburg kein grundsätzliches Verbreitungsverbot verhängt, sondern ausschließlich auf die konkrete Darstellungsform in der Sendung „heute-journal“ vom 22. Mai 2008 beschränkt.
Im Berufungsverfahren zum weitergehenden Antrag Gysis auf einstweilige Verfügung bestätigte das Oberlandesgericht Hamburg am 8. September 2009 sein Urteil, in welchem dem ZDF überhaupt verboten wird, die Äußerungen Birthlers bestätigend zu verbreiten. In der darauf folgenden Berufungsverhandlung wurde im Urteil vom 23. März 2010 vom OLG Hamburg dieses Verbot bestätigt und eine Revision nicht zugelassen.
Eine Beschwerde des ZDF gegen die Nichtzulassung dieser Revision wurde am 20. September 2011 vom Bundesgerichtshof zurückgewiesen.

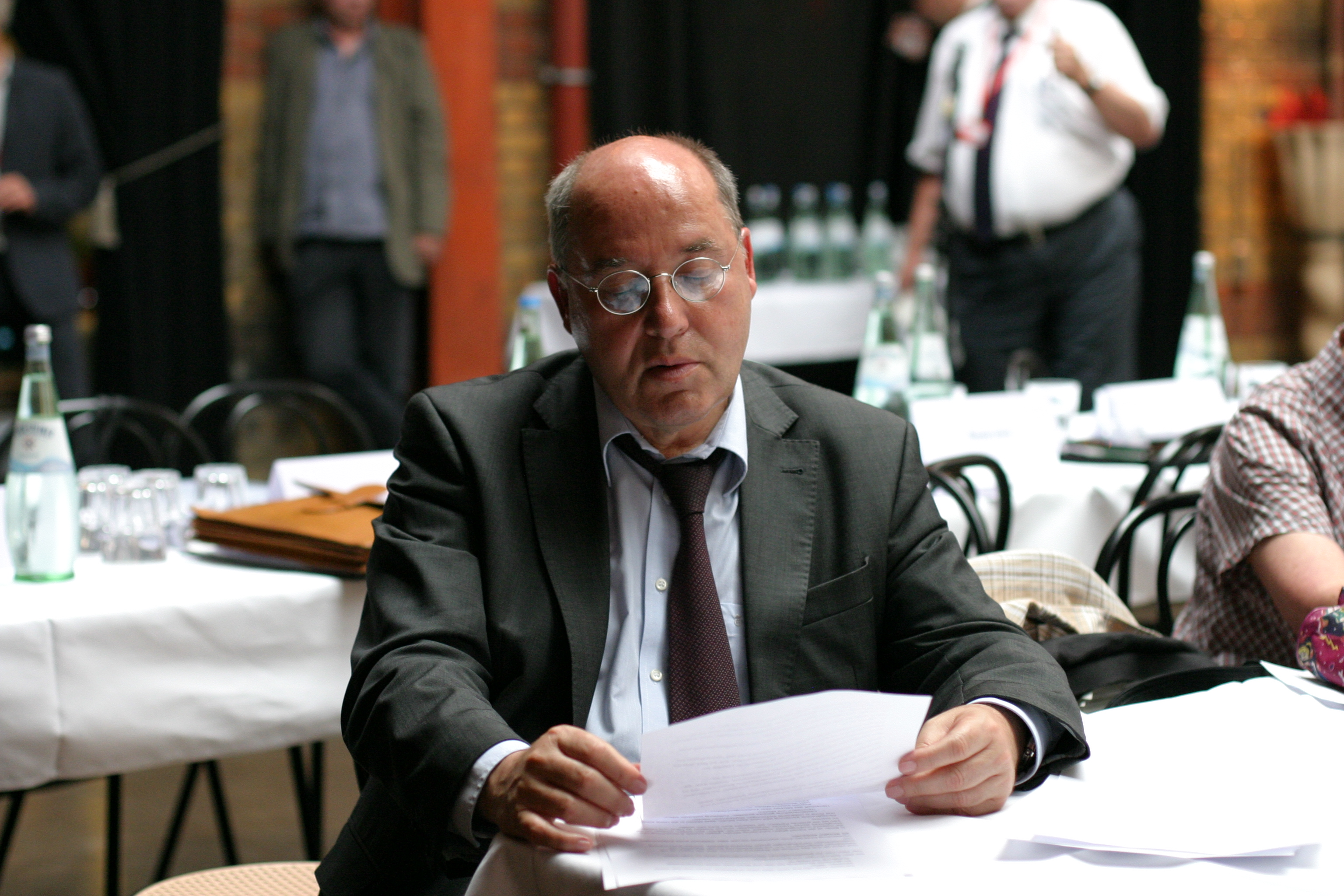
Gregor Gysi (2011)

Der Rechtsstreit um den ersten Film Die Akte Gysi, der im Januar 2011 in der ARD ausgestrahlt wurde, endete mit einem Vergleich, in dem sich der NDR verpflichtete, ihn nicht mehr zu zeigen. Die NDR-Autoren Hans-Jürgen Börner und Silke König setzten ihre Recherchen fort und legten weitere Einzelheiten zu Gysis DDR-Vergangenheit vor – unter anderem zu Gysis Rolle in Fällen von Rudolf Bahro, Robert Havemann, Thomas Klingenstein, Rolf Henrich – ihren zweiten Film Gysi und die Stasi strahlte die ARD im Dezember 2013 aus. Ermittelt wurde wegen einer möglicherweise falschen eidesstattlichen Versicherung. Gysi hatte erklärt, „zu keinem Zeitpunkt über Mandanten oder sonst jemanden wissentlich und willentlich an die Staatssicherheit berichtet zu haben“.
Nach Recherchen von NDR, WDR und Süddeutscher Zeitung erteilte der Hamburger Generalstaatsanwalt Lutz von Selle die Weisung, Gregor Gysi anzuklagen. Anklagepunkt war der Verdacht, die von ihm am 18. Januar 2011 abgegebene eidesstattliche Versicherung sei unwahr. Die Ermittlungen hatten Anfang 2013 begonnen. Ausgangspunkt waren Anzeigen Vera Lengsfelds und eines ehemaligen Richters. Der zuständige ermittelnde Staatsanwalt weigerte sich, Anklage zu erheben, weil kein hinreichender Tatverdacht vorliege und damit die Weisung unrechtmäßig sei. Die Hamburger Justizbehörde unter Justizsenator Till Steffen, bei der sich der Staatsanwalt beschwert hatte, hob die Weisung des Generalstaatsanwalts auf. Georg Mascolo und Hans Leyendecker von der Süddeutschen Zeitung und andere Journalisten bezeichneten die Vorgänge als in der Justizgeschichte einmaligen Eklat.
Im Juni 2016 wurde das Verfahren gegen Gysi von der Hamburger Staatsanwaltschaft eingestellt. Die eidesstattliche Erklärung, in der er die Mitarbeit bei der Stasi bestritt, ließ sich durch die Staatsanwaltschaft nicht widerlegen. Zwar konnten in den Unterlagen Hinweise auf eine mögliche Tätigkeit für die Stasi unter den Decknamen Gregor oder Notar gefunden werden, doch ließen diese unterschiedliche, teilweise widersprüchliche Interpretationen zu. Weder unter den Zeugenaussagen noch bei den Aufzeichnungen des Generalbundesanwaltes sei eindeutig belastendes Material gefunden worden.

## Rezeption

### Politisches Wirken
Gregor Gysi habe sich darum bemüht, die PDS zu einer „westtauglichen und koalitionsfähigen Reformpartei“ zu machen. Zudem habe er die Debatten im Bundestag mitgeprägt. Die Aktion Silberlocke wird zum Teil für den Erfolg bei der Bundestagswahl 2025 verantwortlich gemacht.

### Populärkultur
Die Kunstfigur DJ Gysi, eines separaten Künstlers, veröffentlicht Ausschnitte aus Reden von Gregor Gysi in Musikform. Besonders das Lied Verfassungsschutz wurde nach dem Bruch der Ampelregierung als Sound in Internetvideos auf Plattformen wie TikTok oder Instagram populär.

## Auszeichnungen (Auswahl)
- 2013: Auszeichnung als bester Redner des Wahlkampfs für die Bundestagswahl 2013 durch den Verband der Redenschreiber deutscher Sprache.[131]
- 2016: Weinritter des Weinfests der Stadt Oppenheim[132]
- 2017: Orden wider den tierischen Ernst[133]
- 2017: Morenhovener Lupe[134]
- 2018: Goldene Henne (Ehrenpreis Politik) für sein politisches Lebenswerk[135]

## Schriften
- Zur Vervollkommnung des sozialistischen Rechtes im Rechtsverwirklichungsprozeß. Humboldt-Universität zu Berlin, 1975 (Dissertation).
- mit Autorenkollektiv: Strafprozeßrecht der DDR: Kommentar zur Strafprozeßordnung/[Hrsg.: Ministerium der Justiz]. 2., völlig neubearb. Aufl. Staatsverlag der DDR, Berlin 1987, ISBN 3-329-00158-5.
- (Hrsg.): Handbuch für Rechtsanwälte. Staatsverlag der DDR, Berlin 1990, ISBN 3-329-00606-4.
- (Hrsg.): Wir brauchen einen dritten Weg. Selbstverständnis und Programm der PDS. Konkret-Literatur-Verlag, Hamburg 1990, ISBN 3-922144-95-0.
- Irene Runge und Uwe Stelbrink: Gregor Gysi: „Ich bin Opposition“. 2 Gespräche mit Gregor Gysi. Dietz, Berlin 1990, ISBN 3-320-01687-3.
- mit Thomas Falkner: Sturm aufs große Haus. Der Untergang der SED. Edition Fischerinsel, Berlin 1990, ISBN 3-910164-07-2.
- Einspruch! Gespräche, Briefe, Reden. Alexander-Verlag, Berlin 1992, ISBN 3-923854-65-X; erneut unter dem Titel Einspruch! Aufsätze, Reden, Briefe, Gespräche. Schwarzkopf & Schwarzkopf, Berlin 2002, ISBN 3-89602-392-6.
- (Hrsg.): Zweigeteilt. Über den Umgang mit der SED-Vergangenheit. VSA-Verlag, Hamburg 1992, ISBN 3-87975-609-0.
- Das war’s. Noch lange nicht! Autobiographische Notizen. ECON, Düsseldorf 1995, ISBN 3-430-13689-X.
- Ingolstädter Manifest. Wir – mitten in Europa. Plädoyer für einen neuen Gesellschaftsvertrag. PDS, Berlin 1995.
- Freche Sprüche. Schwarzkopf & Schwarzkopf, Berlin 1996, ISBN 3-89602-041-2.
- Nicht nur freche Sprüche. Schwarzkopf & Schwarzkopf, Berlin 1998, ISBN 3-89602-141-9.
- Über Gott und die Welt. Gregor Gysi im Gespräch mit Daniela Dahn, Lothar de Maizière, Hans Otto Bräutigam und Lothar Bisky. Schwarzkopf und Schwarzkopf, Berlin 1999, ISBN 3-89602-315-2.
- Neue Gespräche über Gott und die Welt. Gregor Gysi im Gespräch mit Peter-Michael Diestel, Guido Westerwelle und Gabriele Zimmer/Oliver Schwarzkopf im Gespräch mit Gregor Gysi. Schwarzkopf und Schwarzkopf, Berlin 2000, ISBN 3-89602-351-9.
- Neueste Gespräche über Gott und die Welt. Gregor Gysi im Gespräch mit Günter Gaus, Angelica Domröse, Christoph Hein und Roland Claus. Schwarzkopf und Schwarzkopf, Berlin 2001, ISBN 3-89602-366-7.
- Ein Blick zurück, ein Schritt nach vorn. Hoffmann und Campe, Hamburg 2001, ISBN 3-455-09338-8 (Rezensionsnotizen zu Ein Blick zurück, ein Schritt nach vorn bei Perlentaucher).
- Was nun? Über Deutschlands Zustand und meinen eigenen. Hoffmann und Campe, Hamburg 2003, ISBN 3-455-09369-8 (Rezensionsnotizen zu Was nun? bei Perlentaucher).
- mit Harry Rowohlt und Anna Thalbach: Marx & Engels intim. Hörbuch, Random House Audio, Köln 2009, ISBN 3-8371-0006-5.
- mit Birgit Rasch (Hrsg.): Offene Worte: Gysi trifft Zeitgenossen. Neues Leben, Berlin 2011, ISBN 978-3-355-01789-3.
- Wie weiter? Nachdenken über Deutschland. Verlag Das Neue Berlin, Berlin 2013, ISBN 978-3-360-02164-9.
- mit Friedrich Schorlemmer: Was bleiben wird: Ein Gespräch über Herkunft und Zukunft. Aufbau, Berlin 2015, ISBN 978-3-351-03599-0.
- mit Stephan Hebel: Ausstieg links? Eine Bilanz. Westend, Frankfurt am Main 2015, ISBN 978-3-86489-116-8.
- Ein Leben ist zu wenig. Die Autobiographie. Aufbau, Berlin 2017, ISBN 978-3-351-03684-3 (In Zusammenarbeit mit Hans-Dieter Schütt).
- Marx & wir. Warum wir eine neue Gesellschaftsidee brauchen. Aufbau, Berlin 2018, ISBN 978-3-351-03720-8.
- mit Gabriele Gysi: Unser Vater. Ein Gespräch. Aufbau, Berlin 2020, ISBN 978-3-351-03842-7.
- mit Martin Sonneborn: Gysi vs. Sonneborn. Kanzlerduell der Herzen. Aufbau, Berlin 2021. ISBN 978-3-351-03872-4.
- Was Politiker nicht sagen … weil es um Mehrheiten und nicht um Wahrheiten geht. Econ, Düsseldorf 2022, ISBN 978-3-430-21043-0.
- mit Hans-Dieter Schütt: Auf eine Currywurst mit Gregor Gysi. Aufbau-Verlag, Berlin 2023, ISBN 978-3-351-04214-1.
- mit Karl-Theodor zu Guttenberg: Gysi gegen Guttenberg. Gespräche über die Zeit, in der wir leben. Herder, Freiburg i. Br. 2024, ISBN 978-3-451-39795-0.

### Gesprächsbände und Sachbücher
- Irene Runge, Uwe Stelbrink: Gregor Gysi: »Ich bin Opposition«. Zwei Gespräche mit Gregor Gysi. Dietz, Berlin 1990, ISBN 3-320-01687-3.
- Wolfgang Brinkschulte, Hans Jörgen Gerlach, Thomas Heise: Freikaufgewinnler. Die Mitverdiener im Westen. Ullstein, Frankfurt und Berlin 1993, ISBN 3-548-36611-2.
- Wolfgang Sabath: Gregor Gysi. Elefanten-Press, Berlin 1993, ISBN 3-88520-481-9.
- Thomas Falkner, Dietmar Huber: Aufschwung PDS. Rote Socken – zurück zur Macht? Droemer Knaur, München 1994, ISBN 3-426-80063-2.
- Peter Hoff: Der rote „Verführer“. Gregor Gysis Wahltour ’94. Frankfurter Oder-Editionen, Frankfurt (Oder) 1994, ISBN 3-930842-01-7.
- Andreas Mytze (Red.): Gregor Gysi und das MfS. Zimmermann, Berlin 1995, ISBN 3-930842-01-7.
- Bericht des Ausschusses für Wahlprüfung, Immunität und Geschäftsordnung (1. Ausschuss) zu dem Überprüfungsverfahren des Abgeordneten Dr. Gregor Gysi gemäß § 44 b Abs. 2 Abgeordnetengesetz (Überprüfung auf eine Tätigkeit oder eine politische Verantwortung für das Ministerium für Staatssicherheit/Amt für Nationale Sicherheit der ehemaligen Deutschen Demokratischen Republik.) BT-Drs. 13/10893 vom 29. Mai 1998.
- Jens König: Gregor Gysi. Eine Biographie. Rowohlt, Berlin 2005, ISBN 3-87134-453-2.
  - Rezension von Olaf Leitner, Deutschlandradio Kultur, 12. August 2005.
  - Rezension von Otto Langels, Deutschlandfunk, 15. August 2005.
- Hubertus Knabe: Die Täter sind unter uns. Über das Schönreden der SED-Diktatur. Propyläen, Berlin 2007, ISBN 978-3-549-07302-5.
- Helmut Müller-Enbergs: Gysi, Gregor. In: Wer war wer in der DDR? 5. Ausgabe. Band 1. Ch. Links, Berlin 2010, ISBN 978-3-86153-561-4.

### Belletristik
- Sarah Waterfeld: Sex mit Gysi. Eulenspiegel Verlag, Berlin 2015, ISBN 978-3-359-02481-1.

## Dokumentarfilme
- Maik Bialk: Gysi und ich, Filmakademie Baden-Württemberg 2006, 60 Minuten, Erstausstrahlung SWR am 5. November 2007[136][137]
- Hans-Jürgen Börner, Silke König: Die Akte Gysi, NDR 2010/11, 45 Minuten, Erstausstrahlung ARD am 20. Januar 2011, 23:30 Uhr.[138]
- Hans-Jürgen Börner, Silke König: Gysi und die Stasi. NDR 2013, 45 Minuten, Erstausstrahlung ARD am 16. Dezember 2013, 23:55 Uhr[121]
- Nicola Graef, Florian Huber: Gysi, MDR, 89 Minuten, Erstausstrahlung MDR vom 14. Januar 2018, 20:15 Uhr.[139]